# Leopold Babenberský (1207–1216)
Leopold Babenberský (březen 1207 – 15. srpna 1216) byl prvorozeným synem rakouského a štýrského vévody Leopolda VI. a jeho manželky Theodory.
V devíti letech, přesněji 15. srpna 1216, spadl v Klosterneuburgu, kde vévodská rodina sídlila, v zahradě z ovocného stromu a zabil se anebo zemřel na následky zranění způsobených pádem. Pohřben byl v Klosterneuburgu. Po jeho smrti přesídlil vévodský dvůr z Klosterneuburgu do Vídně, následníkem se stal jeho mladší bratr Jindřich, po jeho smrti pak nejmladší bratr Fridrich.